# オメガハートランド
オメガハートランド（欧字名:Omega Heartland、2009年4月12日 - 2019年4月19日）は、日本の競走馬、繁殖牝馬。主な勝ち鞍は2012年のフラワーカップ。
馬名の由来は、冠名＋中心地。

## 経歴

### 競走馬時代
2011年9月4日、新潟競馬場5レースの2歳新馬戦でデビューし勝利。年内に自己条件で2勝目を挙げた。
2012年は1月のフェアリーステークスより始動。単勝1番人気に支持されたが、直線で伸びきれずトーセンベニザクラからタイム差無しの4着に惜敗した。翌2月のクイーンカップは9着。3月のフラワーカップは中団8番手から直線外を力強く抜け出し重賞初優勝を飾った。牝馬三冠は全て二桁順位の惨敗に終わった。
2013年は3戦するも勝利を挙げられず、7月に引退が発表された。

### 繁殖牝馬時代
競走馬引退後、生まれ故郷の社台ファームで繁殖入りした。
2019年1月24日にキングカメハメハとの仔を出産したが、約3か月後の4月19日に死亡。5月19日、2番仔のオメガハートクィン（父：キングカメハメハ）が3歳未勝利戦を勝ち、産駒初勝利を挙げた。

## 競走成績
以下の内容は、JBISサーチおよびnetkeiba.comに基づく。
| 競走日     | 競馬場 | 競走名        | 格      | 距離（馬場）  | 頭 数 | 枠 番 | 馬 番 | オッズ （人気） | 着順 | タイム （上り3F） | 着差 | 騎手      | 斤量 [kg] | 1着馬（2着馬）         | 馬体重 [kg] |
| ---------- | ------ | ------------- | ------- | ------------- | ----- | ----- | ----- | --------------- | ---- | ----------------- | ---- | --------- | --------- | ---------------------- | ----------- |
| 2011.09.04 | 新潟   | 2歳新馬       |         | 芝1800m（良） | 14    | 3     | 3     | 002.40（1人）   | 01着 | 01:48.9（33.4）   | -0.0 | 0福永祐一 | 54        | （ショウナンカンムリ） | 410         |
| 0000.10.30 | 東京   | くるみ賞      | 500万下 | 芝1400m（良） | 12    | 5     | 5     | 002.60（1人）   | 03着 | 01:21.6（33.8）   | -0.2 | 0福永祐一 | 54        | トウケイヘイロー       | 414         |
| 0000.11.20 | 東京   | 2歳500万下    |         | 芝1400m（稍） | 14    | 8     | 13    | 001.60（1人）   | 01着 | R1:23.0（35.6）   | -0.0 | 0石橋脩   | 54        | （ドリームトレイン）   | 414         |
| 2012.01.09 | 中山   | フェアリーS   | GIII    | 芝1600m（良） | 16    | 7     | 13    | 004.30（1人）   | 04着 | R1:35.5（34.4）   | -0.0 | 0福永祐一 | 54        | トーセンベニザクラ     | 418         |
| 0000.02.11 | 東京   | クイーンC     | GIII    | 芝1600m（良） | 16    | 4     | 8     | 004.80（3人）   | 09着 | 01:37.3（33.7）   | -0.7 | 0福永祐一 | 54        | ヴィルシーナ           | 418         |
| 0000.03.17 | 中山   | フラワーC     | GIII    | 芝1800m（重） | 16    | 7     | 13    | 010.20（6人）   | 01着 | 01:53.3（36.5）   | -0.3 | 0石橋脩   | 54        | （メイショウスザンナ） | 418         |
| 0000.04.08 | 阪神   | 桜花賞        | GI      | 芝1600m（良） | 18    | 2     | 3     | 057.2（13人）   | 12着 | R1:35.3（34.5）   | -0.7 | 0石橋脩   | 55        | ジェンティルドンナ     | 408         |
| 0000.05.20 | 東京   | 優駿牝馬      | GI      | 芝2400m（良） | 18    | 2     | 4     | 039.0（10人）   | 12着 | 02:25.3（36.8）   | -1.7 | 0石橋脩   | 55        | ジェンティルドンナ     | 408         |
| 0000.09.08 | 中山   | 紫苑S         | OP      | 芝2000m（良） | 17    | 4     | 8     | 011.10（7人）   | 09着 | R1:59.0（34.6）   | -0.6 | 0石橋脩   | 54        | パララサルー           | 424         |
| 0000.10.14 | 京都   | 秋華賞        | GI      | 芝2000m（良） | 18    | 8     | 18    | 287.1（17人）   | 14着 | R2:01.4（33.6）   | -1.0 | 0石橋脩   | 55        | ジェンティルドンナ     | 422         |
| 0000.12.02 | 中山   | ターコイズS   | OP      | 芝1600m（良） | 16    | 8     | 15    | 067.8（16人）   | 02着 | 01:33.6（34.3）   | -0.2 | 0田辺裕信 | 54        | サウンドオブハート     | 422         |
| 2013.01.13 | 中山   | ニューイヤーS | OP      | 芝1600m（良） | 16    | 6     | 11    | 013.00（7人）   | 06着 | 01:34.0（34.7）   | -0.5 | 0石橋脩   | 53        | ミトラ                 | 426         |
| 0000.03.10 | 中山   | 中山牝馬S     | GIII    | 芝1800m（良） | 16    | 5     | 9     | 007.50（4人）   | 04着 | R1:48.9（35.0）   | -0.4 | 0内田博幸 | 54        | マイネイサベル         | 424         |
| 0000.04.20 | 福島   | 福島牝馬S     | GIII    | 芝1800m（良） | 15    | 4     | 7     | 009.80（4人）   | 05着 | R1:46.6（34.8）   | -0.2 | 0内田博幸 | 54        | オールザットジャズ     | 420         |

## 繁殖成績
|       | 生年   | 馬名               | 性 | 毛色   | 父                 | 馬主                             | 管理調教師                                     | 戦績            | 出典  |
| ----- | ------ | ------------------ | -- | ------ | ------------------ | -------------------------------- | ---------------------------------------------- | --------------- | ----- |
| 初仔  | 2015年 | スリールアンジュ   | 牝 | 鹿毛   | ワークフォース     |                                  |                                                | 不出走          | [ 5 ] |
| 2番仔 | 2016年 | オメガハートクィン | 牝 | 黒鹿毛 | キングカメハメハ   | 原禮子                           | 栗東・松永幹夫                                 | 23戦1勝（抹消） | [ 6 ] |
| 3番仔 | 2018年 | スクリーンマドンナ | 牝 | 黒鹿毛 | スクリーンヒーロー | 吉田千津 →伊藤稔                 | 美浦・和田勇介 →北海道・川島洋人 →佐賀・山田徹 | 12戦2勝（抹消） | [ 7 ] |
| 4番仔 | 2019年 | ハートディザイア   | 牝 | 鹿毛   | キングカメハメハ   | （有）社台レースホース →遠藤喜和 | 美浦・斎藤誠 →金沢・中川雅之                   | 12戦0勝（抹消） | [ 8 ] |

## 血統表
| オメガハートランドの血統        | オメガハートランドの血統              | オメガハートランドの血統        | （血統表の出典）                | （血統表の出典） |
| 父系                            | サンデーサイレンス系                  | サンデーサイレンス系            | サンデーサイレンス系            | [ § 2 ]          |
| 父 アグネスタキオン 栗毛 1998   | 父の父*サンデーサイレンス 青鹿毛 1986 | Halo                            | Hail to Reason                  | Hail to Reason   |
| 父 アグネスタキオン 栗毛 1998   | 父の父*サンデーサイレンス 青鹿毛 1986 | Halo                            | Cosmah                          |                  |
| 父 アグネスタキオン 栗毛 1998   | 父の父*サンデーサイレンス 青鹿毛 1986 | Wishing Well                    | Understanding                   | Understanding    |
| 父 アグネスタキオン 栗毛 1998   | 父の父*サンデーサイレンス 青鹿毛 1986 | Wishing Well                    | Mountain Flower                 |                  |
| 父 アグネスタキオン 栗毛 1998   | 父の母アグネスフローラ 鹿毛 1987      | *ロイヤルスキー                 | Raja Baba                       | Raja Baba        |
| 父 アグネスタキオン 栗毛 1998   | 父の母アグネスフローラ 鹿毛 1987      | *ロイヤルスキー                 | Coz o'Nijinsky                  |                  |
| 父 アグネスタキオン 栗毛 1998   | 父の母アグネスフローラ 鹿毛 1987      | アグネスレディー                | *リマンド                       | *リマンド        |
| 父 アグネスタキオン 栗毛 1998   | 父の母アグネスフローラ 鹿毛 1987      | アグネスレディー                | イコマエイカン                  |                  |
| 母 オメガアイランド 黒鹿毛 2002 | 母の父*エルコンドルパサー 黒鹿毛 1995 | Kingmambo                       | Mr. Prospector                  | Mr. Prospector   |
| 母 オメガアイランド 黒鹿毛 2002 | 母の父*エルコンドルパサー 黒鹿毛 1995 | Kingmambo                       | Miesque                         |                  |
| 母 オメガアイランド 黒鹿毛 2002 | 母の父*エルコンドルパサー 黒鹿毛 1995 | *サドラーズギャル               | Sadler's Wells                  | Sadler's Wells   |
| 母 オメガアイランド 黒鹿毛 2002 | 母の父*エルコンドルパサー 黒鹿毛 1995 | *サドラーズギャル               | Glenveagh                       |                  |
| 母 オメガアイランド 黒鹿毛 2002 | 母の母アイリッシュダンス 鹿毛 1990    | *トニービン                     | *カンパラ                       | *カンパラ        |
| 母 オメガアイランド 黒鹿毛 2002 | 母の母アイリッシュダンス 鹿毛 1990    | *トニービン                     | Severn Bridge                   |                  |
| 母 オメガアイランド 黒鹿毛 2002 | 母の母アイリッシュダンス 鹿毛 1990    | *ビューパーダンス               | Lyphard                         | Lyphard          |
| 母 オメガアイランド 黒鹿毛 2002 | 母の母アイリッシュダンス 鹿毛 1990    | *ビューパーダンス               | My Bupers                       |                  |
| 母系(F-No.)                     | ビューパーダンス(USA)系(FN:6-a)       | ビューパーダンス(USA)系(FN:6-a) | ビューパーダンス(USA)系(FN:6-a) | [ § 3 ]          |
| 5代内の近親交配                 | Northern Dancer 5×5（母内）           | Northern Dancer 5×5（母内）     | Northern Dancer 5×5（母内）     | [ § 4 ]          |
| 出典                            | 1. 2. 3. 4.                           | 1. 2. 3. 4.                     | 1. 2. 3. 4.                     | 1. 2. 3. 4.      |

- 半妹オメガハートロック（父：ネオユニヴァース）は2014年フェアリーステークス優勝馬。
- 伯父に2005年有馬記念など重賞3勝のハーツクライ。
- 祖母アイリッシュダンスは1995年新潟記念、新潟大賞典優勝馬。
- そのほかの近親にノンコノユメ（2015年ジャパンダートダービー、2018年フェブラリーステークスなど）など。